# Laminacauda monticola
Laminacauda monticola är en spindelart som beskrevs av Alfred Frank Millidge 1985. Laminacauda monticola ingår i släktet Laminacauda och familjen täckvävarspindlar.
Artens utbredningsområde är Bolivia. Inga underarter finns listade i Catalogue of Life.